# Estadio Pocitos
Az Estadio Pocitos Uruguay fővárosában, Montevideóban található többrendeltetésű stadion volt 1921 és 1933 között. A város növekedése miatt 1940-ben lebontották. A sportlétesítményt főleg a tulajdonos klub, Peñarol labdarúgó mérkőzéseinek lebonyolítására használták. A stadiont 1933-tól a Later sportegyesület labdarúgó csapata használta, mert a Peñarol az Estadio Centenarió stadionban kezdett játszani. A világbajnokságok első gólját itt érte el a francia Lucien Laurent. A bontást megelőzően áttette székhelyét az Estadio Centenarióba. A stadion építészeti különlegességként szerepel, egy stadionokat megörökítő német könyvben, mint a világ legkülönlegesebb sportlétesítménye. Elliptikus lelátóin egy ókori görög színházban érezhette magát az ember.